# Chiese delle corporazioni di arti e mestieri di Roma

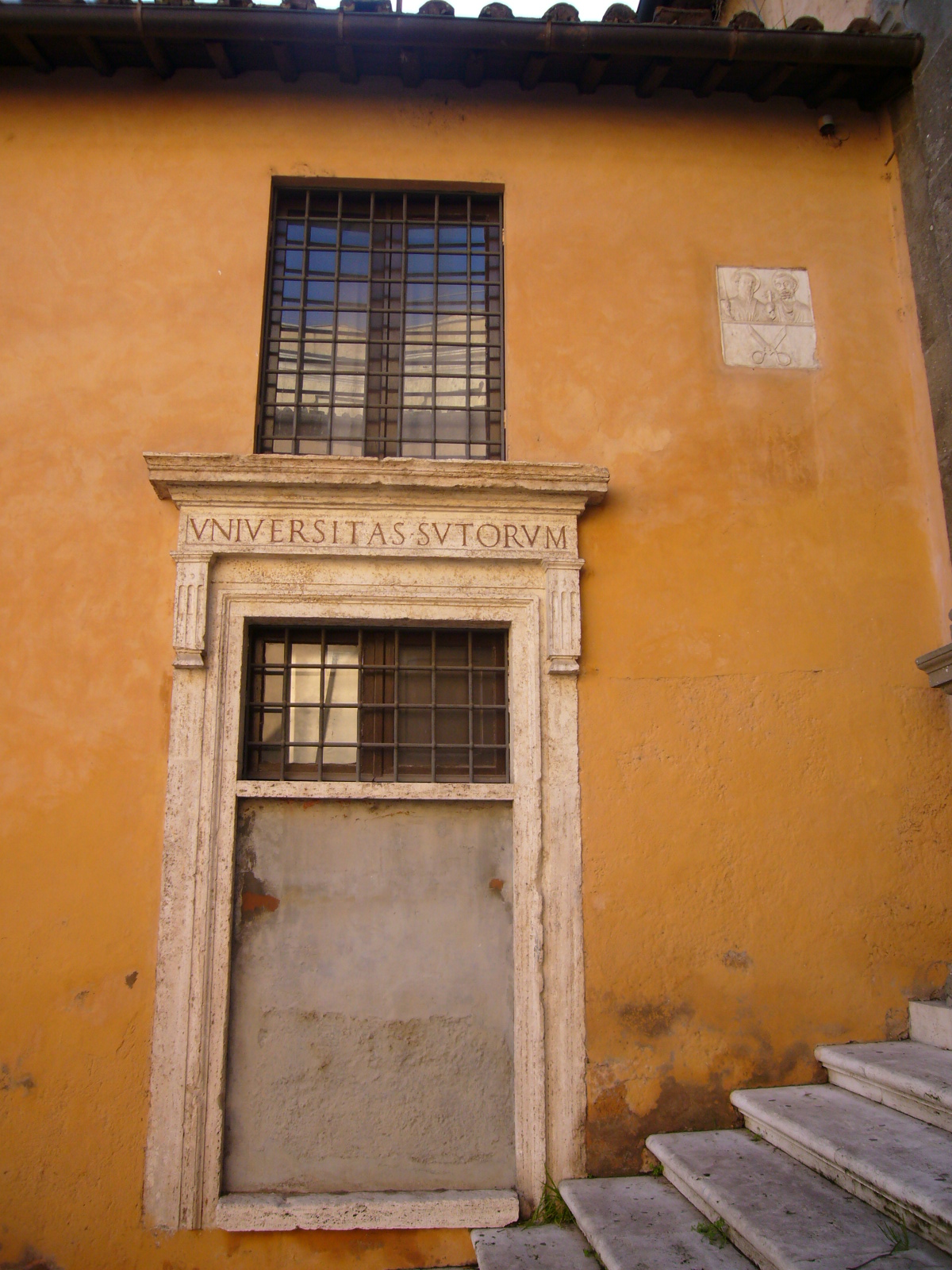
Sede della corporazione dei calzolai al Campidoglio

A Roma le Corporazioni delle arti e mestieri si chiamavano Universitas. Erano una maglia della rete sociale della città, rappresentavano i gruppi economici e professionali presso il governo cittadino (le più importanti avevano le sedi ufficiali al Campidoglio), avevano propri Consoli e tribunali, e funzionavano anche come società di mutuo soccorso, garantendo ai propri aderenti qualche supporto economico per le vedove e una piccola dote per le orfane in stato di bisogno, e una tomba, quando ancora si seppelliva nelle chiese.
Naturalmente, ogni corporazione possedeva e manteneva la propria chiesa, che era il luogo di aggregazione del gruppo professionale. La chiesa, a cui erano spesso annessi un ospedale e un oratorio, era sede della Confraternita che esercitava il controllo sociale sul comportamento degli aderenti, organizzava le feste patronali e in genere la vita religiosa della corporazione.

## Le chiese
Lo Stato unitario abolì, nel 1873, tutte le numerosissime Confraternite che trovò a Roma, incamerandone i beni e gli archivi.
Molte di queste chiese tuttavia esistono ancora, e molte erano ubicate tra il Campidoglio e il Foro romano. Tra queste:
- la Chiesa dei Santi Luca e Martina, della confraternita degli artisti
- Santi Cosma e Damiano dei barbieri
- San Lorenzo in Miranda, dei Farmacisti
- San Giuseppe dei Falegnami sopra al carcere Mamertino
- Sant'Omobono, dei sarti, sopra l'omonima area archeologica
- Sant'Eligio dei Fabbri al Velabro
- Oratorio di Sant'Andrea dei pescivendoli, oratorio al Portico d'Ottavia annesso a Sant'Angelo in Pescheria
- la chiesa di Santa Maria di Loreto al Foro di Traiano, della confraternita dei fornai, nel luogo in cui già Traiano aveva posto il mercato delle farine e delle granaglie e il Collegium pistorum (la corporazione dei fornai).
- San Rocco, degli osti, a Campo Marzio
- alla Regola:
san Tommaso ai Cenci, dei vetturini; Santa Barbara dei Librai; Santa Maria della Quercia, dei macellai, dietro Piazza Farnese; Sant'Eligio degli Orefici, in una traversa di Via Giulia; la Chiesa di Santa Caterina della Rota della Venerabile Arciconfraternita di Sant'Anna de' Parafrenieri.
- oltre Tevere:
Santa Maria dell'Orto, della confraternita degli ortolani e dei pizzicaroli, a Trastevere, e la chiesa di Sant'Anna dei Palafrenieri già della confraternita dei Parafrenieri pontifici a Borgo.